# Гиря (спорт)

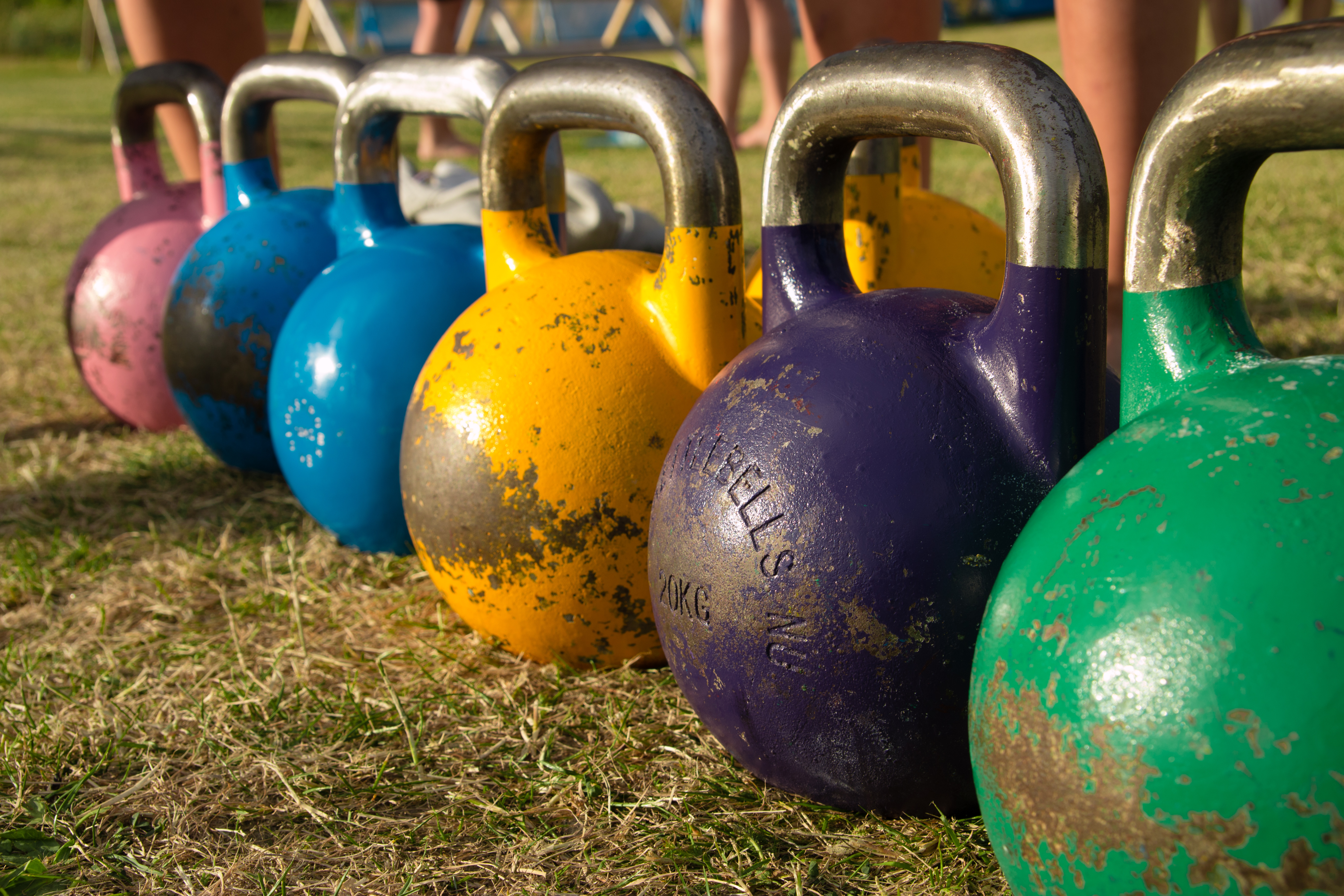
Гирі вагою 8-24 кг

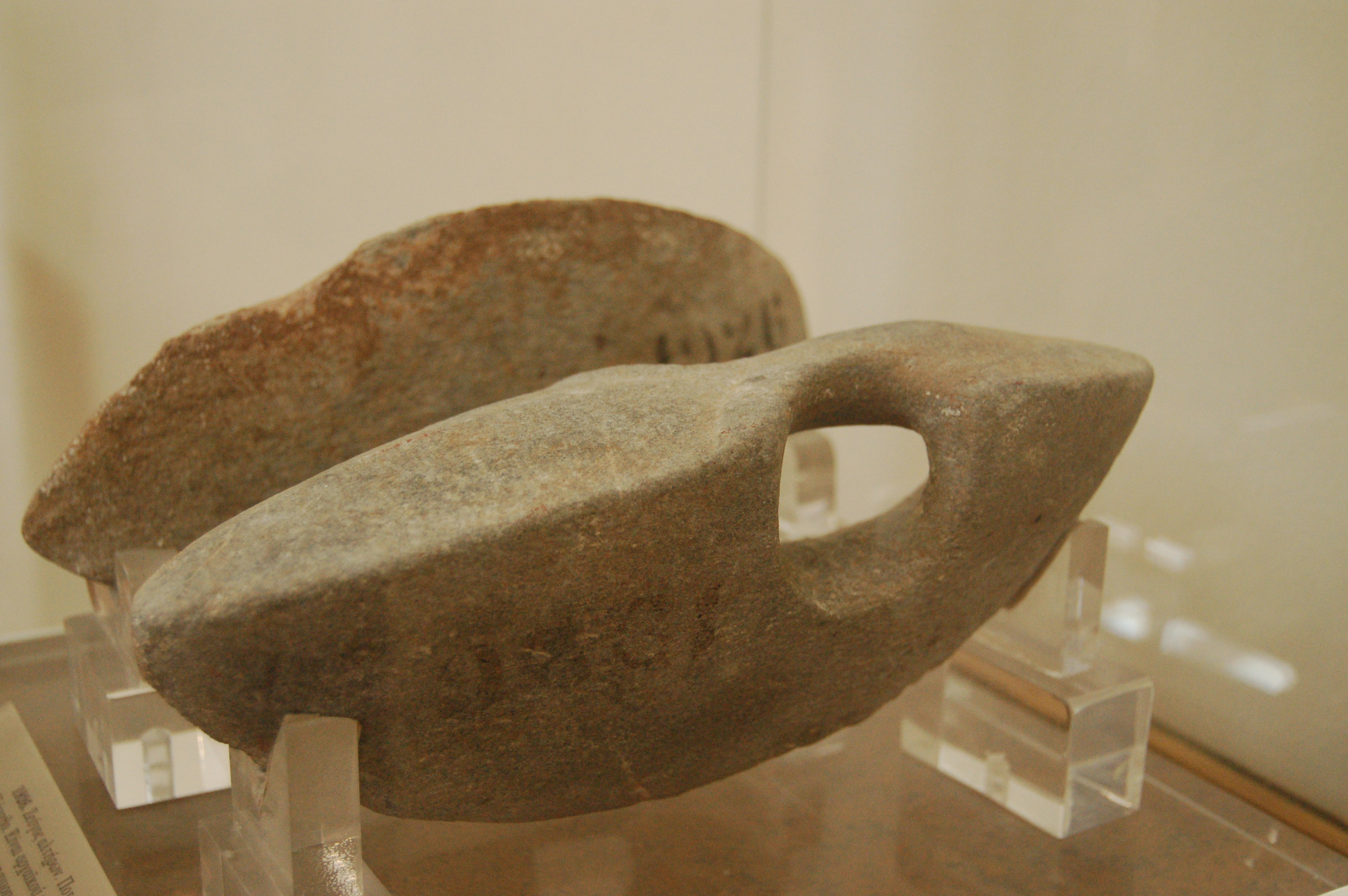
Давньогрецькі гальтери, Національний археологічний музей, Афіни.

Ги́ря — предмет великої ваги для гімнастичних вправ у важкій атлетиці (гирьовий спорт). Гирі для змагань з гирьового спорту зазвичай мають вагу 16 (1 пуд), 24 (1½ пуда) або 32 (2 пуди) кг.

## Історія
Схожі на гирі спортивні снаряди, так звані «гальтери» (грец. ἁλτῆρες, звідки походить фр. haltère) використовували атлети Стародавньої Греції. Окрім вправ з підйомом, гальтери застосовувалися при стрибках у довжину.
Походження гир сучасного вигляду невідоме, але в другій половині XIX ст. їх починають використовувати для силової гімнастики в Європі. Народження терміна «гирьовий спорт» датується 1885 роком: із заснуванням у Петербурзі доктором В. Ф. Краєвським «Гуртка любителів атлетики».